# Ер-Раян
Ер-Раян (араб. الريان) — місто, розташоване в однойменному муніципалітеті Катару. Є другим найбільшим містом Катару після столиці — Дохи. За даними перепису населення 2010 року кількість жителів міста становить 392 428 осіб.

## Спорт
У міста є своя футбольна команда «Ер-Раян».
Міський стадіон «Ахмед бін Алі» приймав деякі матчі Кубка Азії з футболу 2011, який проходив у період з 7 по 29 січня.
Також є волейбольна команда «Ер-Раян», яка посіла 2-ге місце на Клубному чемпіонаті світу 2014 року, та баскетбольна команда.